# 21 januari
21 januari is de 21e dag van het jaar in de gregoriaanse kalender. Hierna volgen nog 344 dagen (345 dagen in een schrikkeljaar) tot het einde van het jaar.

## Gebeurtenissen
- Algemeen

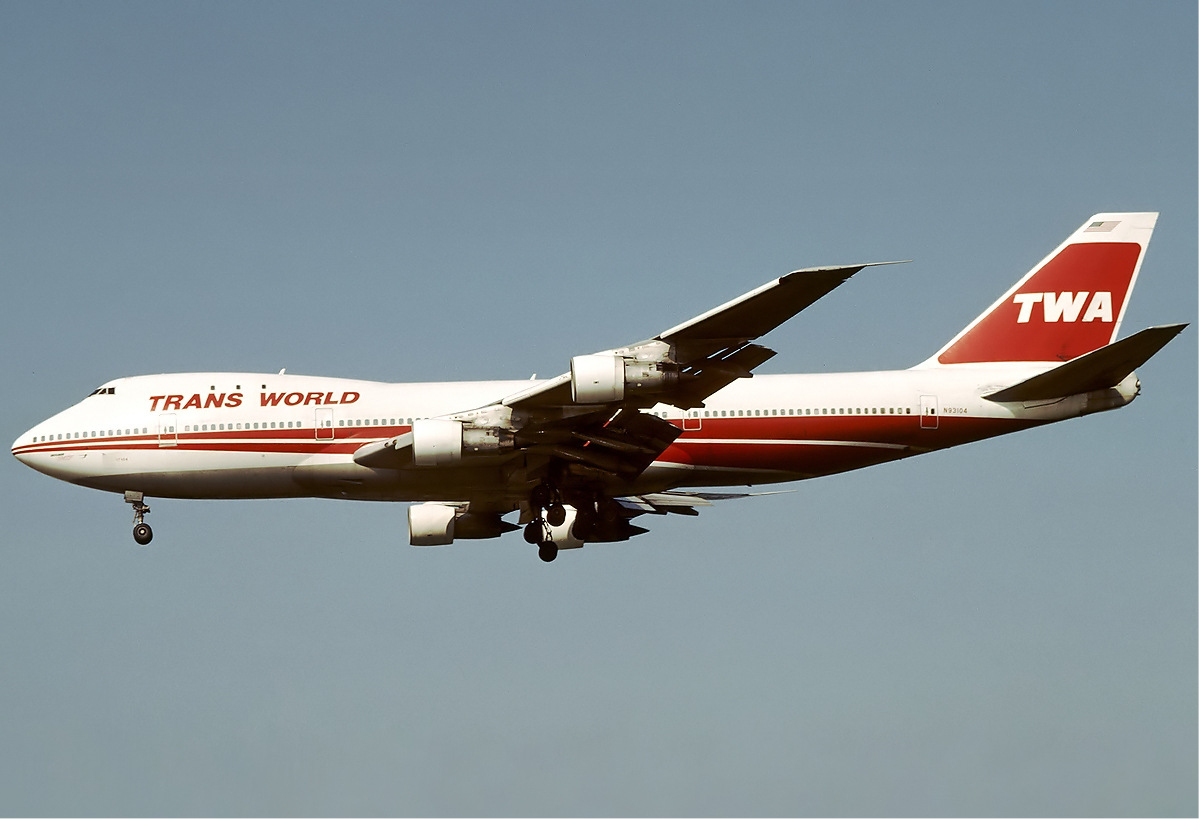
Een Boeing 747-100 van Trans World Airlines

- - 1643 - Abel Tasman ontdekt Tonga.
  - 1970 - Eerste commerciële vlucht Boeing 747-100.
  - 2012 - 'Zeilmeisje' Laura Dekker rondt als jongste solozeiler ooit op de leeftijd van 16 jaar en vier maanden haar reis om de wereld af door te arriveren in de haven van het eiland Sint Maarten.
  - 2016 - Bij een gijzeling in een restaurant aan het strand bij de Somalische hoofdstad Mogadishu komen meer dan twintig mensen om het leven.
  - 2024 - Door een aardverschuiving in de Chinese plaats Liangshui, in de bergachtige provincie Yunnan vallen zeker acht doden en worden tientallen mensen bedolven. Volgens een ooggetuige stortte een berg in. Door het vroege tijdstip van ongeveer 6 uur lokale tijd op 22 januari, dat is ongeveer 23 uur op 21 januari in onze tijdzone, lagen veel mensen nog te slapen.[1]
- Criminaliteit en veiligheid
  - 1997 - De politie in Amsterdam arresteert bij tien invallen in de stad dertien mensen wegens handel in verdovende middelen.
  - 2024 - In Ecuador ontdekt het leger in een ondergrondse opslag ongeveer 20 ton drugs in Estero Lagarto bij de stad in de provincie Los Ríos. Het is een van de grootste inbeslagnames van de afgelopen jaren. Daarnaast wordt er een arsenaal wapens aangetroffen.[2][3]
- Economie
  - 1997 - Boeing stopt met de ontwikkeling van de 'superjumbo', een vergrote versie van de 747. De Amerikaanse vliegtuigbouwer denkt dat de belangstelling van de luchtvaartmaatschappijen voor het nieuwe toestel gering is en vindt het daarom te riskant zeven miljard dollar uit te trekken voor de ontwikkeling.
  - 2008 - De AEX, de Amsterdamse graadmeter, duikt 6,1% in het rood, het grootste verlies op één dag sinds 11 september 2001.
  - 2010 - General Motors kondigt de sluiting aan van de fabriek in Antwerpen, waar sinds 1930, Chevrolets en Opels worden gemaakt.
- Gezondheid
  - 1799 - Introductie van het vaccin tegen pokken door Edward Jenner.
- Kunst en cultuur
  - 1997 - Ivo van Hove wordt benoemd tot leider van het Holland Festival. Hij volgt directeur Jan van Vlijmen op.
  - 2016 - De 91-jarige Charles Aznavour geeft een van zijn laatste concerten van zijn leven. De Heineken Music Hall is uitverkocht.
  - 2023 - De band Goldband ontvangt op festival Noorderslag in Groningen de Popprijs 2022.[4]
- Media
  - 2009 - Het nieuwe radiostation MNM gaat van start.
  - 2021 - SBS6 start met de eerste aflevering van Marble Mania, de knikkershow behaalt 1.398.000 kijkers.
  - 2024 - RTL 8 zendt de eerste aflevering van het vijfde seizoen van het televisieprogramma De Verhulstjes uit.[5]
  - 2024 - NTR zendt op NPO 2 de eerste aflevering van het nieuwe seizoen van het televisieprogramma De slag om Florida uit. De documentairereeks bespreekt het politieke klimaat in de Amerikaanse staat Florida. De presentatie is in handen van journalist Eelco Bosch van Rosenthal die wordt bijgestaan door regisseur Hans Pool.[6]
  - 2024 - VPRO zendt op NPO 2 de eerste aflevering van het vierde seizoen van het televisieprogramma Frontlinie uit. De presentatie van de reportagereeks is in handen van Bram Vermeulen.
- Oorlog
  - 1941 - De Britten vallen Tobroek in Libië aan.
- Politiek
  - 1793 - Lodewijk XVI van Frankrijk wordt geëxecuteerd door middel van guillotine.
  - 1793 - Pruisen en Rusland verdelen Polen.
  - 1919 - Ierse Onafhankelijkheidsverklaring wordt aangenomen door het parlement van de Ierse Republiek.
  - 1960 - Ondertekening van het Japans-Amerikaans Veiligheidsverdrag.
  - 2009 - Het Amsterdamse gerechtshof besluit dat Geert Wilders alsnog moet worden vervolgd voor haatzaaien en discriminatie wegens zijn uitlatingen over de islam.
  - 2011 - Grootste studentenprotest (meer dan 20.000 studenten) sinds 1992 op het Malieveld in Den Haag tegen bezuinigingen op het hoger onderwijs.
  - 2013 - De Nederlandse minister van financiën Jeroen Dijsselbloem wordt gekozen tot voorzitter van de Eurogroep. Hij volgt de Luxemburger Jean-Claude Juncker op.
- Sport
  - 1990 - Opening van het voetbalstadion Stade du Roudourou in Guingamp.
  - 1996 - Het Mexicaans voetbalelftal wint de derde editie van de CONCACAF Gold Cup door in de finale Brazilië met 2-0 te verslaan.
  - 1997 - De Belgische voetbalbond ontslaat Wilfried Van Moer als bondscoach van het Belgisch voetbalelftal. Georges Leekens, trainer-coach van de verrassende lijstaanvoerder Excelsior Moeskroen, is zijn vervanger.
  - 2007 - Hans Stacey wint de Dakar-rally.
  - 2009 - Voetballer Axel Witsel van Standard Luik neemt in het Casino-Kursaal Oostende de Belgische Gouden Schoen 2008 in ontvangst.
  - 2024 - De Britse wielrenner Stephen Williams sluit de Tour Down Under als eindwinnaar af, ook grijpt hij de zege in de slotetappe. De Nederlander Bart Lemmen wordt vierde in de slotrit en vijfde in het eindklassement.[7]
- Wetenschap en technologie
  - 1960 - NASA lanceert met een raket de resusaap Miss Sam. Doel van de missie: testen van een veiligheidssysteem voor het Mercury ruimtevaartuig.[8]
  - 2023 - De periodieke komeet P/2021 V2 (Fuls) bereikt het perihelium van zijn baan rond de zon tijdens deze verschijning.[9]
  - 2024 - Enkele uren nadat astronoom Krisztián Sárneczky uit Hongarije een kleine planetoïde ontdekt die de atmosfeer van de Aarde zal binnendringen wordt dit door meerdere waarnemers als een heldere meteoor (bolide) waargenomen, ook kan NASA de plaats waar het object de aardatmosfeer binnenkomt nauwkeurig voorspellen. Het object krijgt de naam 2024 BX1 en is het 8e object dat is waargenomen voorafgaand aan de inslag.[10][11]

## Geboren

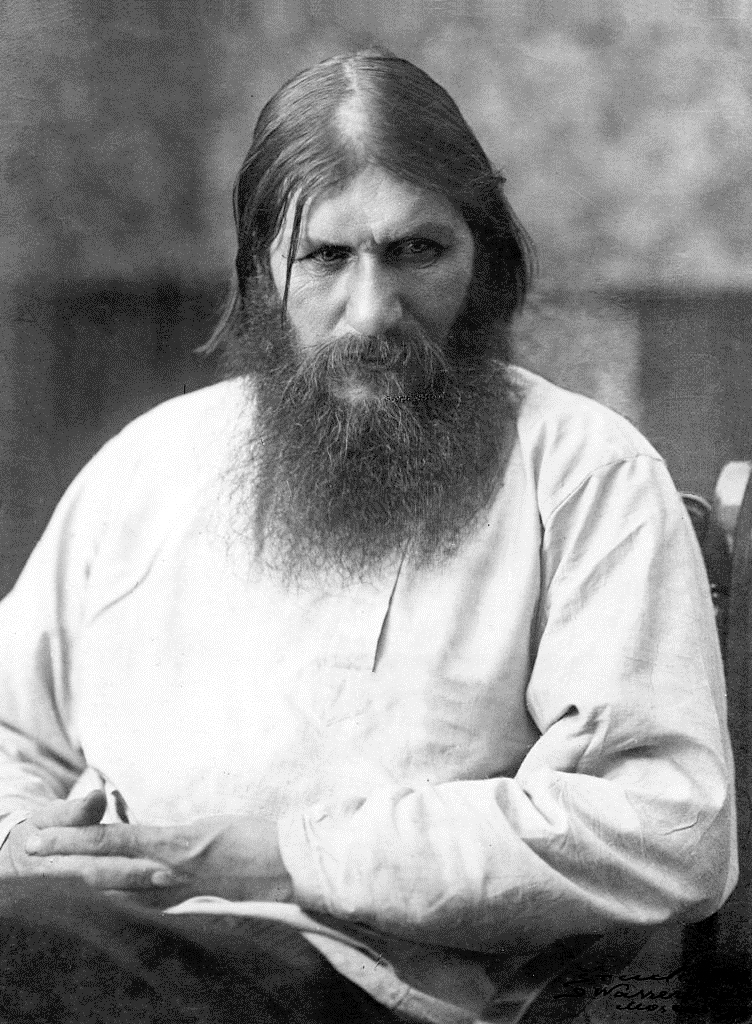
Grigori Raspoetin,
geboren in 1869

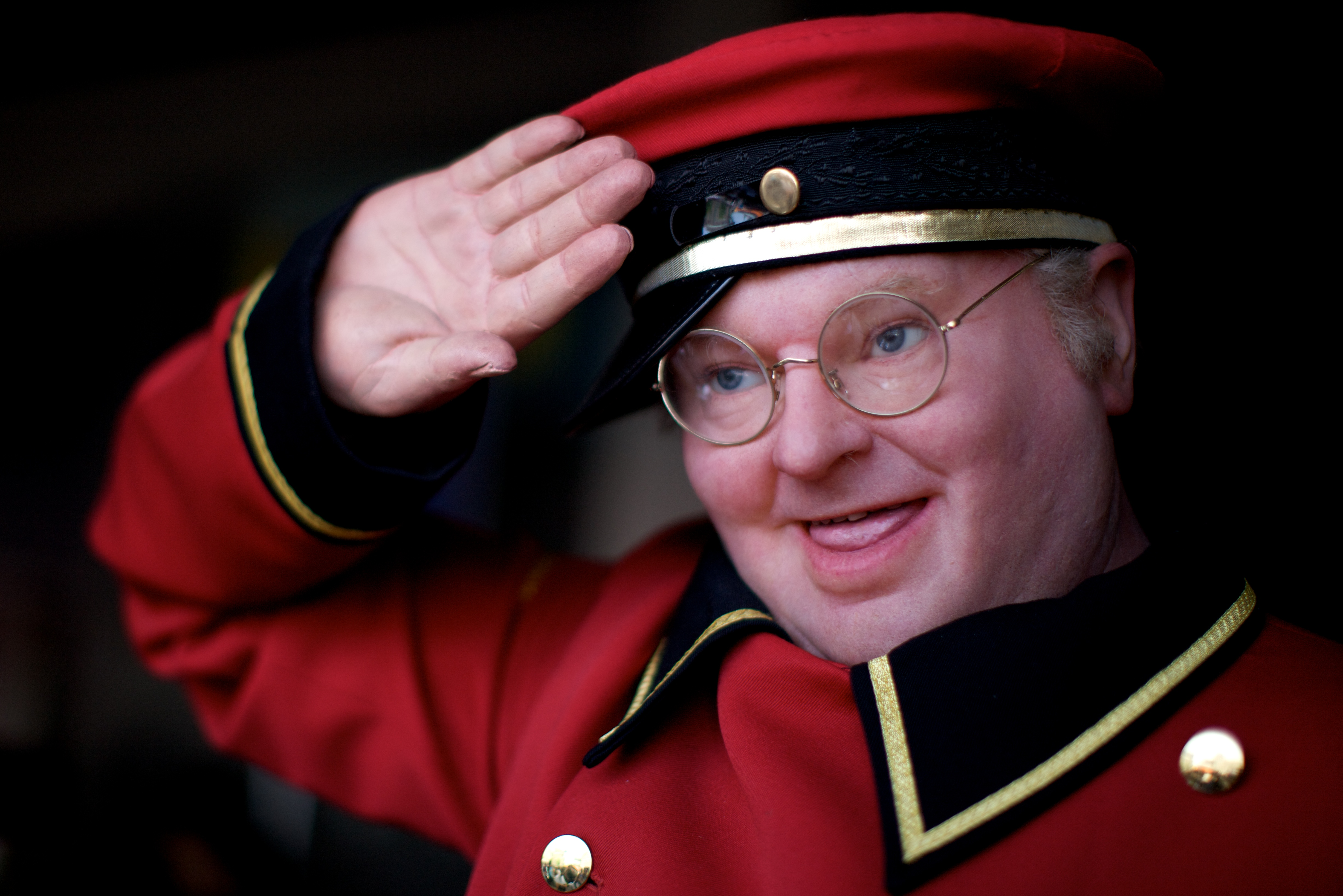
Benny Hill,
geboren in 1924

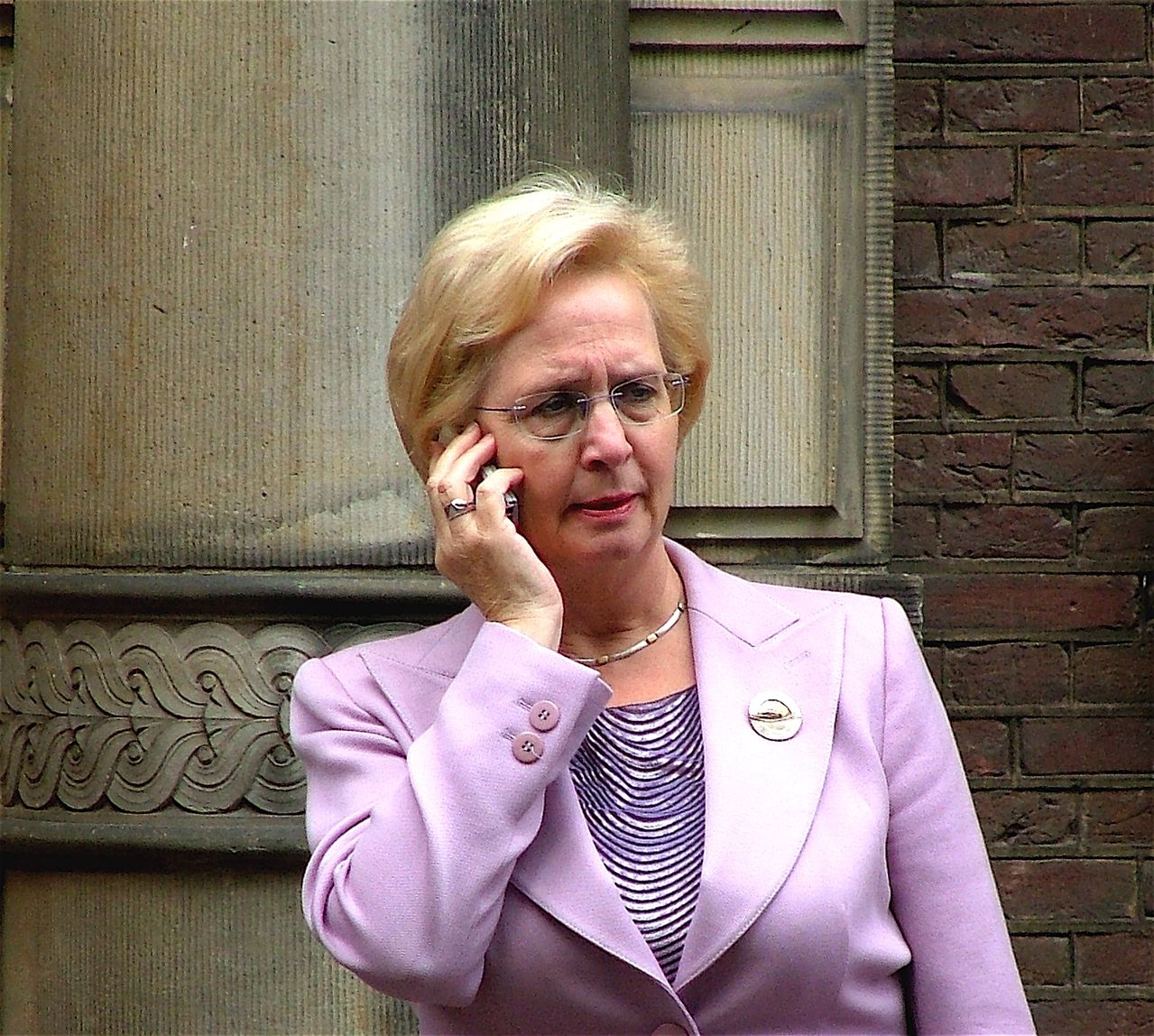
Agnes van Ardenne,
geboren in 1950

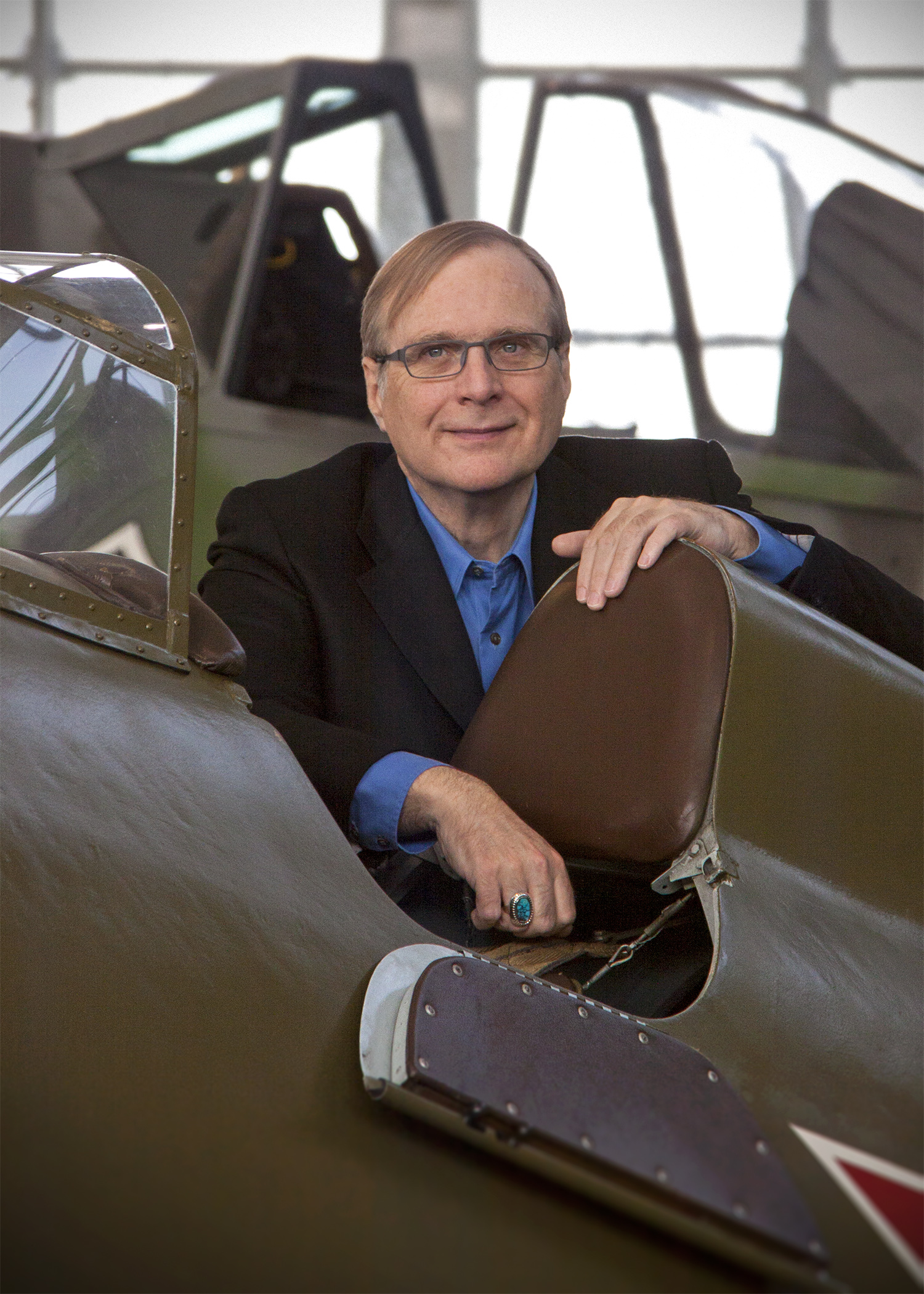
Paul Allen,
geboren in 1953

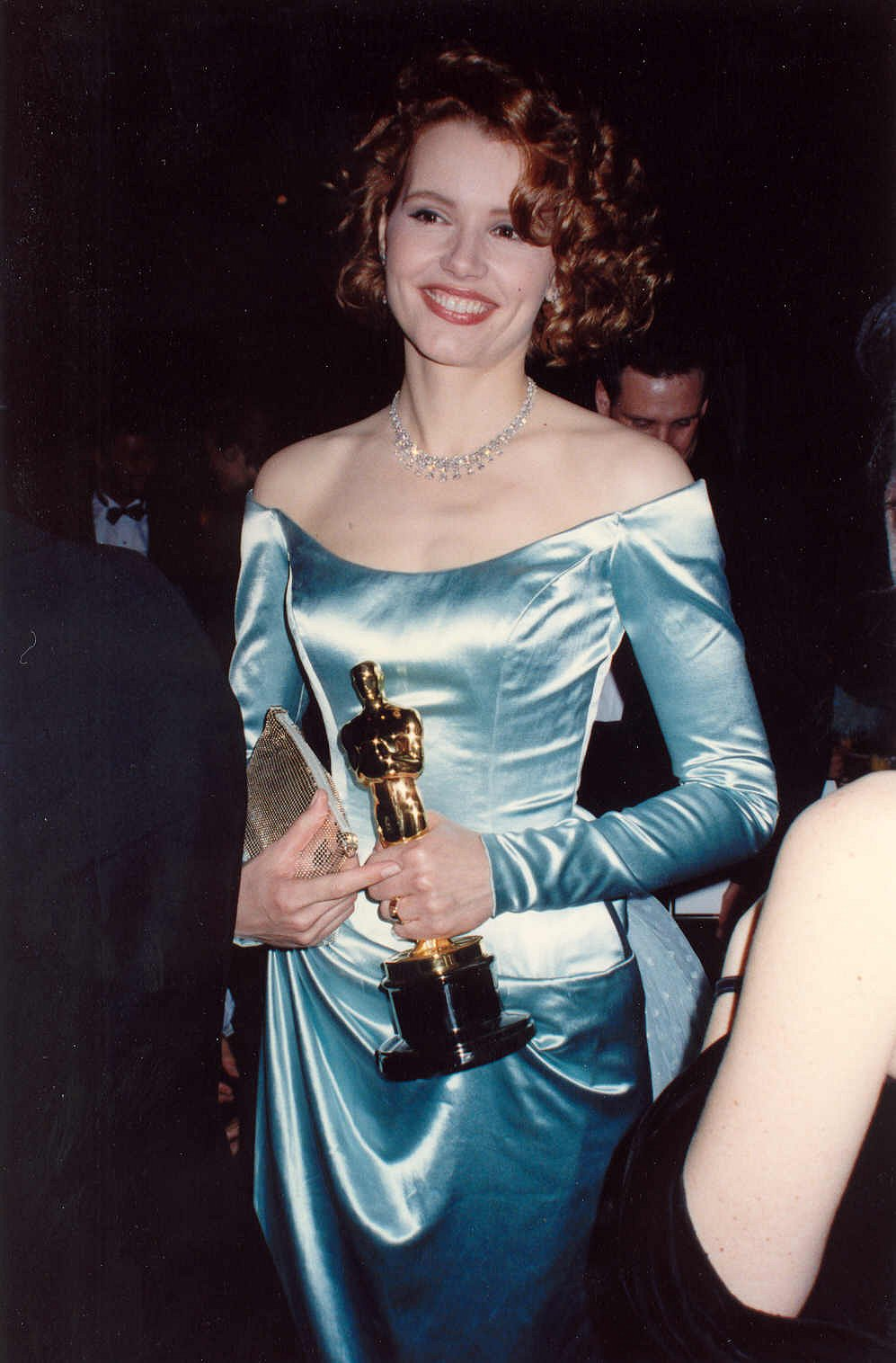
Geena Davis,
geboren in 1956

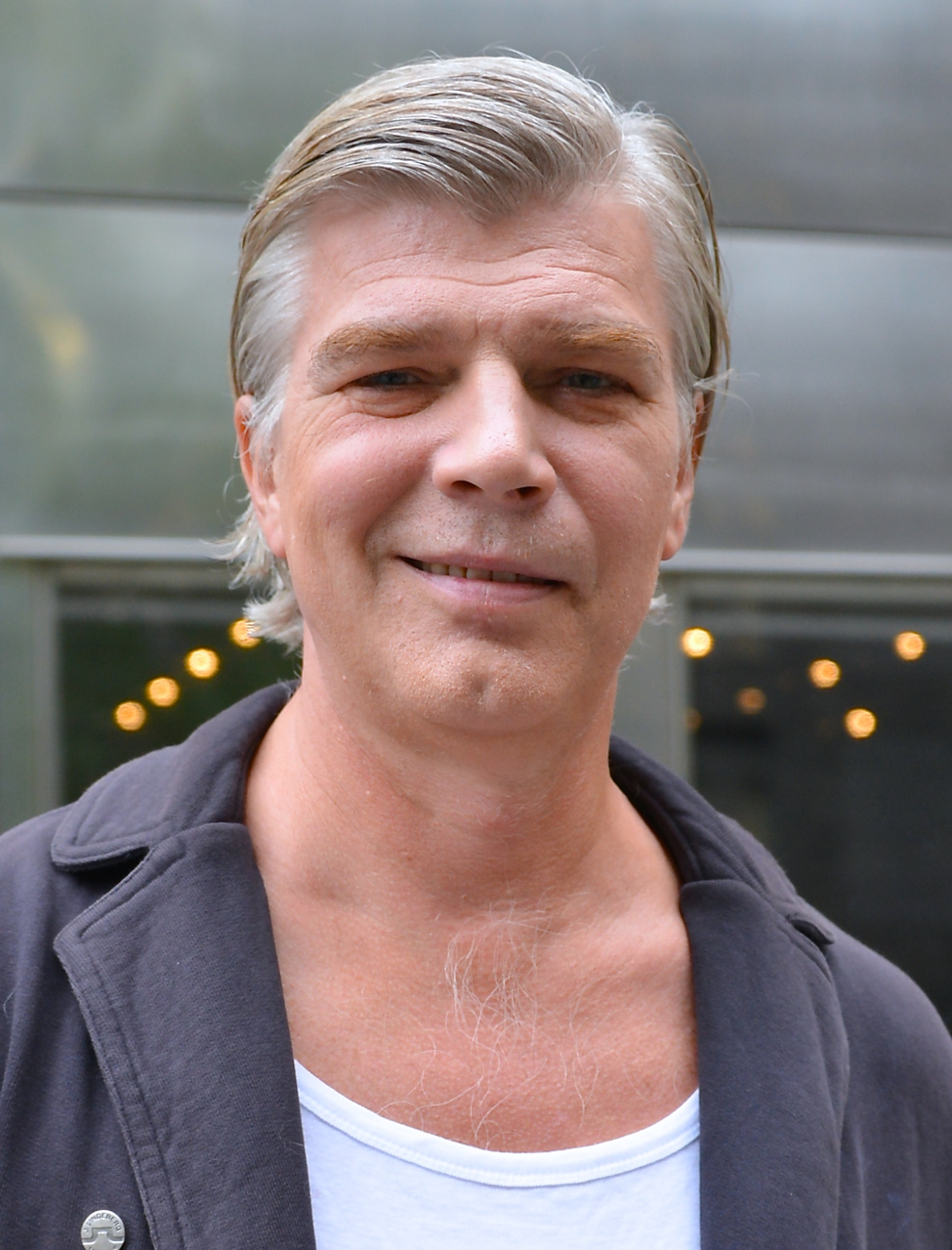
Jakob Eklund,
geboren in 1962

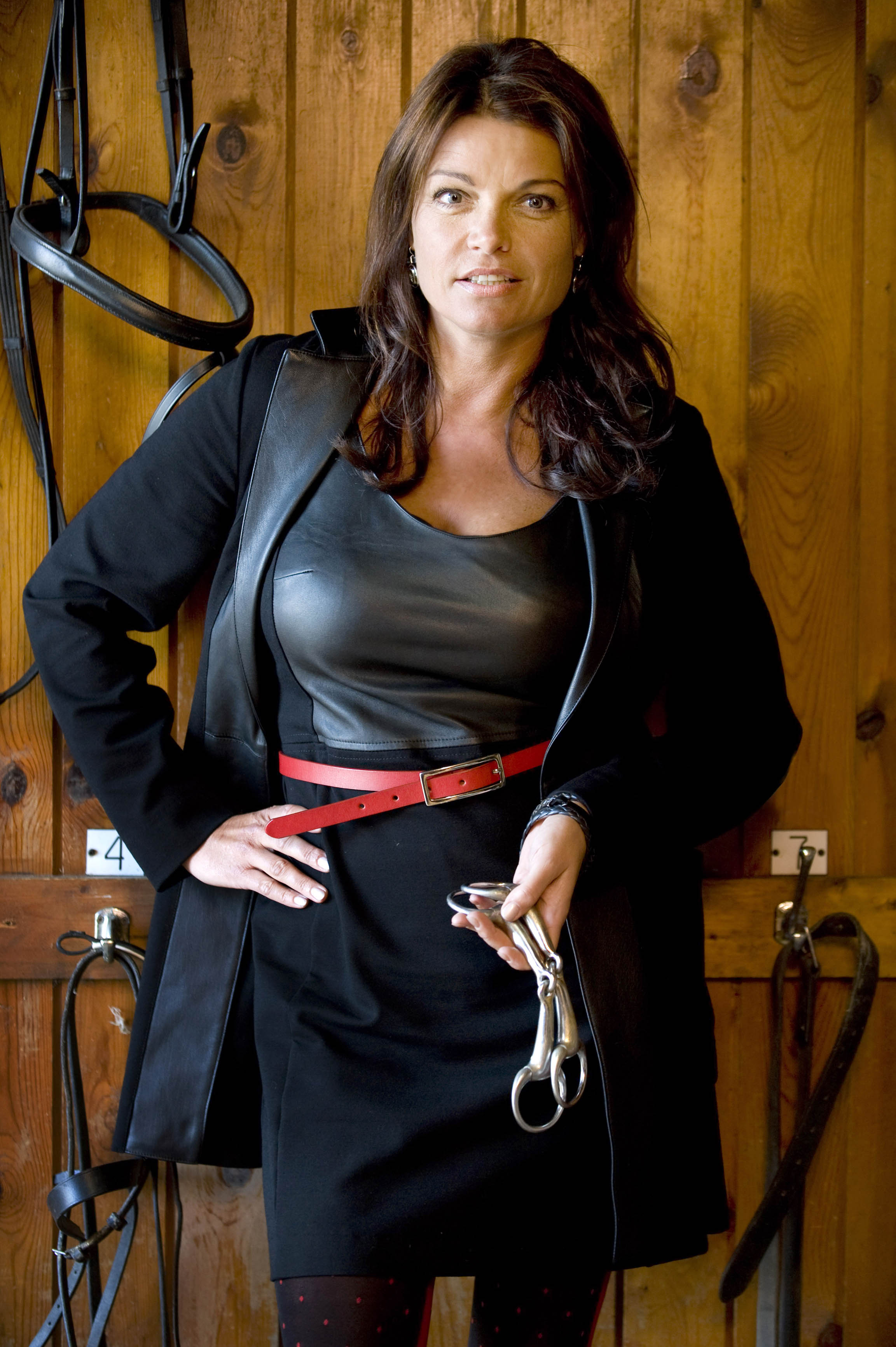
Goedele Liekens,
geboren in 1963

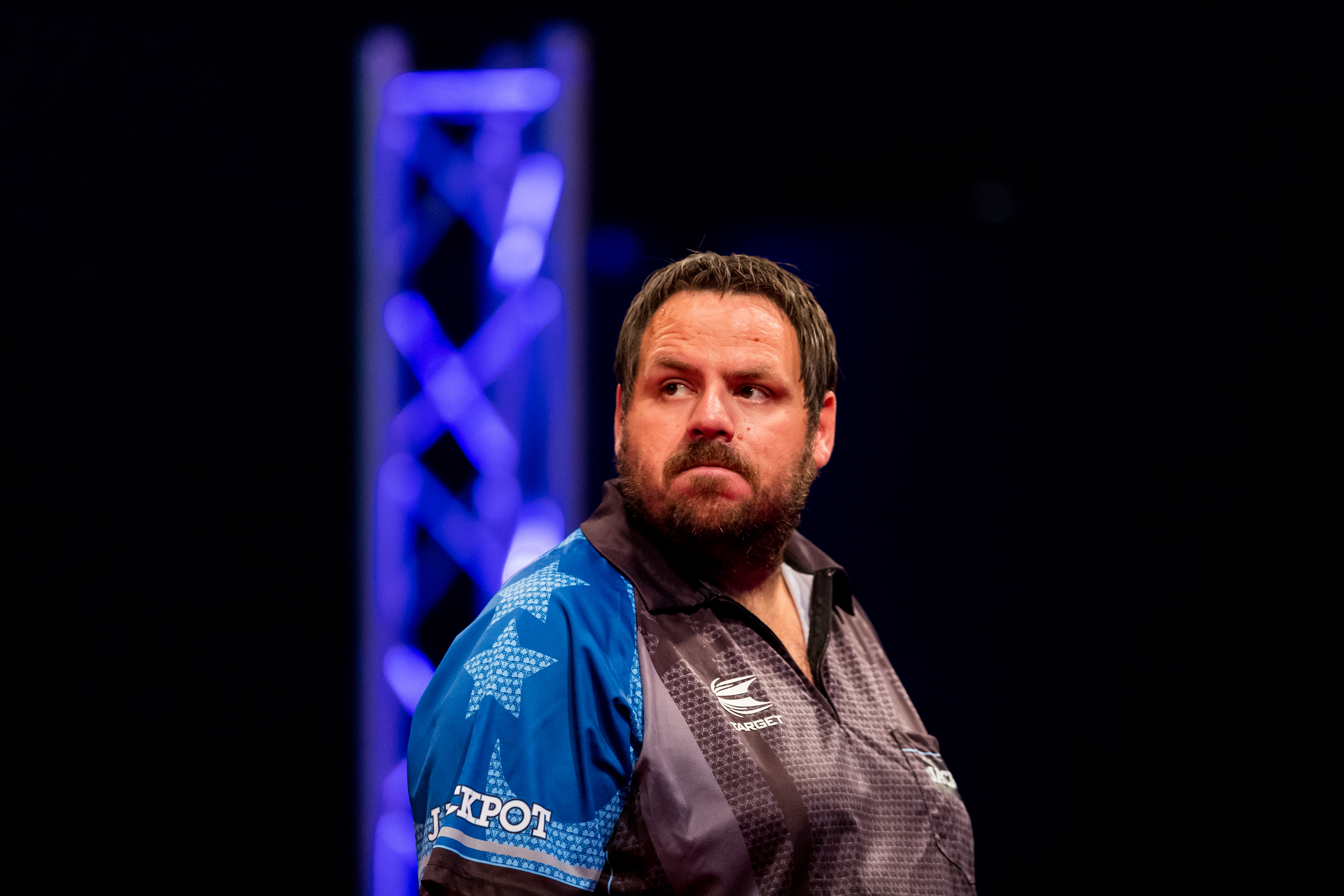
Adrian Lewis,
geboren in 1985

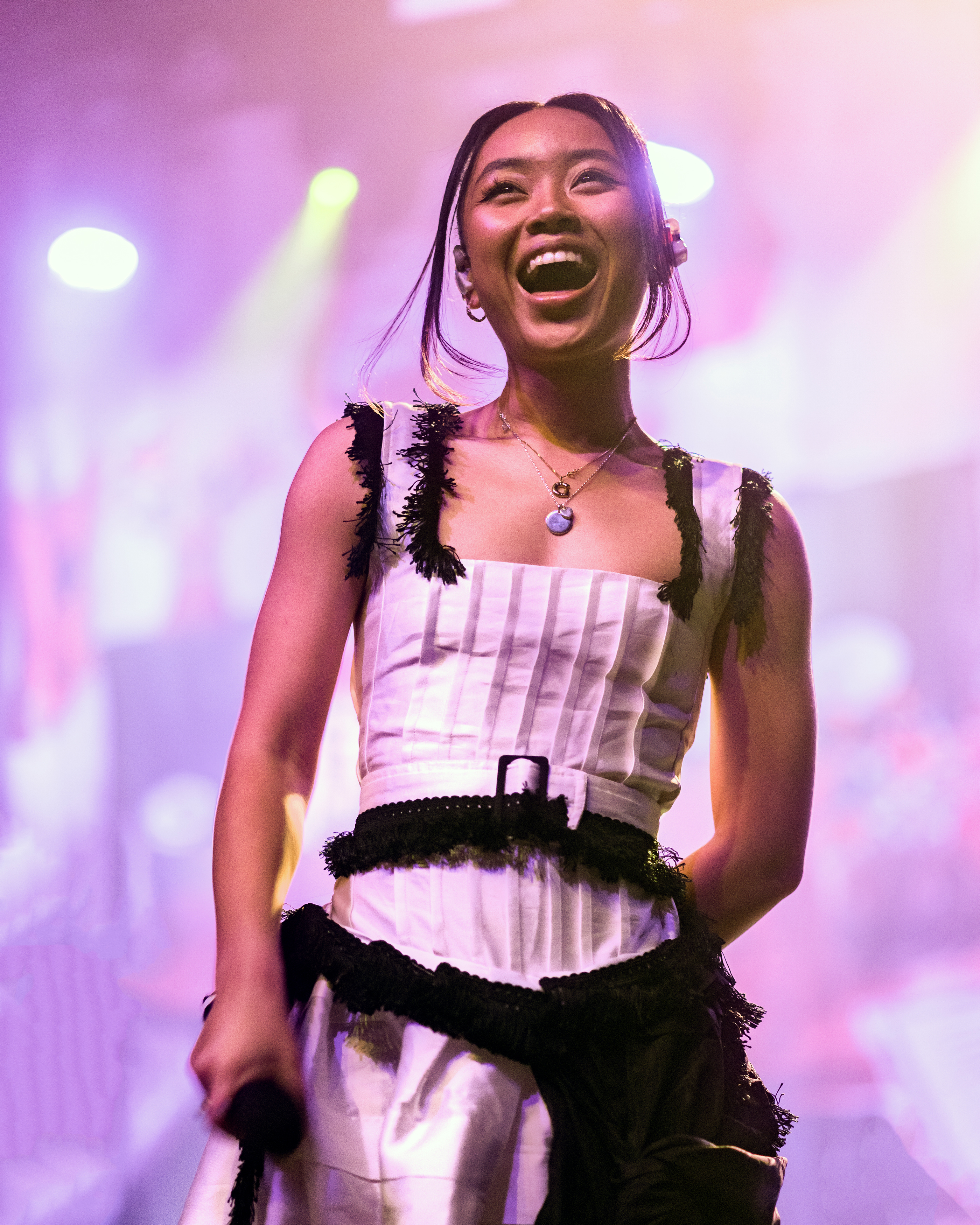
Griff,
geboren in 2001

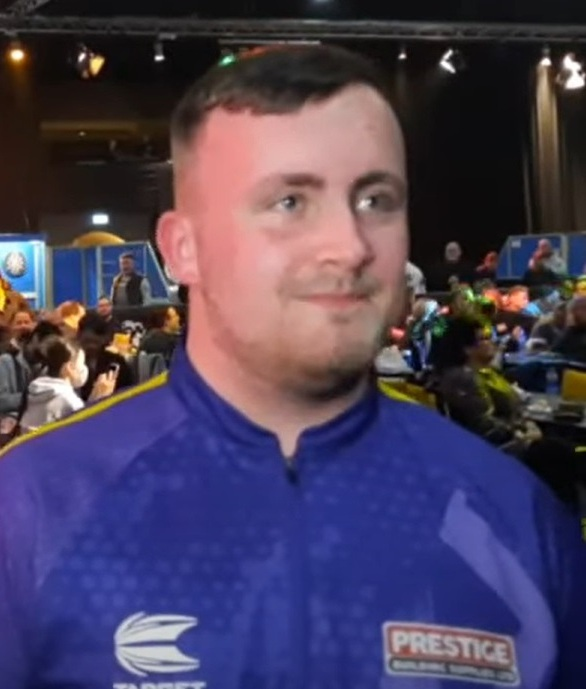
Luke Littler,
geboren in 2007

- 63 n.Chr. - Claudia Augusta, dochter van keizer Nero (overleden 63 n.Chr.)
- 1784 - Edmund Lockyer, Brits militair en ontdekkingsreiziger (overleden 1860)
- 1829 - Oscar II van Zweden, koning van Zweden en Noorwegen (overleden 1907)
- 1834 - Lars Hætta, Noors taalkundige en vertaler (overleden 1896)
- 1842 - Alfred Packer, Amerikaans misdadiger (overleden 1907)
- 1846 - Pieter Hendrik Schoute, Nederlands wiskundige (overleden 1913)
- 1855 - Maria Louise van Bourbon-Sicilië, prinses van Beide Siciliën (overleden 1874)
- 1869 - Grigori Raspoetin, Russisch monnik en intrigant (overleden 1916)
- 1871 - René Baire, Frans wiskundige (overleden 1932)
- 1880 - George Van Biesbroeck, Belgisch astronoom (overleden 1974)
- 1881 - Ernst Fast, Zweeds atleet (overleden 1959)
- 1883 - Eulogio Rodriguez, Filipijns politicus en ondernemer (overleden 1964)
- 1887 - Wolfgang Köhler, Duits psycholoog (overleden 1967)
- 1895 - Cristóbal Balenciaga, Spaans modeontwerper (overleden 1972)
- 1896 - Paula Hitler, Oostenrijks zus van Adolf Hitler (overleden 1960)
- 1900 - Bernhard Rensch, Duits bioloog en ornitholoog (overleden 1990)
- 1901 - Kick Geudeker, Nederlands voetballer en sportjournalist (overleden 1977)
- 1901 - Ricardo Zamora, Spaans voetballer (overleden 1978)
- 1904 - Puck van Heel, Nederlands voetballer (overleden 1984)
- 1905 - Christian Dior, Frans modeontwerper (overleden 1957)
- 1906 - Igor Moisejev, Russisch choreograaf (overleden 2007)
- 1907 - Wim Effern, Nederlands atleet (overleden 1990)
- 1911 - Bill Graber, Amerikaans atleet (overleden 1996)
- 1916 - Pietro Rava, Italiaans voetballer (overleden 2006)
- 1916 - Félix Sienra, Uruguayaans zeiler (overleden 2023)
- 1921 - Howard Unruh, Amerikaans spreekiller (overleden 2009)
- 1922 - Paul Scofield, Brits acteur (overleden 2008)
- 1922 - Telly Savalas, Amerikaans-Grieks acteur (overleden 1994)
- 1923 - Jud Larson, Amerikaans autocoureur (overleden 1966)
- 1923 - Lola Flores, Spaans zangeres en danseres (overleden 1995)
- 1923 - Alberto de Mendoza, Argentijns acteur (overleden 2011)
- 1924 - Benny Hill, Brits komiek, acteur en zanger (overleden 1992)
- 1925 - Arnold Skaaland, Amerikaans professioneel worstelaar (overleden 2007)
- 1926 - Truck Branss, Duits regisseur (overleden 2005)
- 1926 - Steve Reeves, Amerikaans acteur (overleden 2000)
- 1926 - János Kornai, Hongaars econoom (overleden 2021)
- 1928 - Roger Taillibert, Frans architect (overleden 2019)
- 1928 - Trude Mally, Oostenrijks zangeres en jodelaarster (overleden 2009)
- 1928 - Gene Sharp, Amerikaans politicoloog (overleden 2018)
- 1930 - Arthur Ayrault, Amerikaans roeier (overleden 1990)
- 1930 - John Campbell-Jones, Brits autocoureur (overleden 2020)
- 1930 - Günter Lamprecht, Duits acteur (overleden 2022)
- 1931 - Toyabali Ahmadali, Surinaams politicus
- 1932 - Emilie Benes Brzezinski, Zwitsers-Amerikaans beeldhouwster (overleden 2022)
- 1932 - Jacky Morel, Belgisch acteur (overleden 2020)
- 1932 - Martin Vangeneugden, Belgisch wielrenner (overleden 2014)
- 1933 - Norman Willis, Brits vakbondsleider en politicus (overleden 2014)
- 1936 - Snooks Eaglin, Amerikaans bluesmuzikant (overleden 2009)
- 1936 - Peter Graaff, Nederlands generaal (overleden 2014)
- 1936 - Henk Wullems, Nederlands voetbalcoach (overleden 2020)
- 1937 - Ludwig Hoffmann von Rumerstein, Oostenrijks edelman en advocaat (overleden 2022)
- 1938 - Romano Fogli, Italiaans voetballer (overleden 2021)
- 1938 - Leonid Jatsjmenjov, Russisch basketbalcoach (overleden 2021)
- 1939 - Alan Glazier, Engels darter (overleden 2020)
- 1941 - Plácido Domingo, Spaans operazanger
- 1941 - Richie Havens, Amerikaans zanger (overleden 2013)
- 1942 - Freddy Breck, Duits zanger (overleden 2008)
- 1943 - Evert Bronstring, Nederlands dammer (overleden 2021)
- 1943 - Hein Pannekoek, Nederlands politicus
- 1944 - Robin Sarstedt, Brits zanger (overleden 2022)
- 1947 - Mies de Heer, Nederlands actrice
- 1947 - Giuseppe Savoldi, Italiaans voetballer
- 1949 - Kristín Marja Baldursdóttir, IJslands schrijfster
- 1950 - Agnes van Ardenne, Nederlands politica
- 1950 - Billy Ocean, Amerikaans zanger
- 1953 - Paul Allen, Amerikaans softwareontwikkelaar (overleden 2018)
- 1953 - Kees Luesink, Nederlands burgemeester en politicus (overleden 2014)
- 1954 - Phil Thompson, Engels voetballer
- 1955 - Joke Dierdorp, Nederlands roeister
- 1955 - Peter Fleming, Amerikaans tennisser
- 1955 - Jeff Koons, Amerikaans beeldend kunstenaar
- 1956 - Geena Davis, Amerikaans actrice
- 1956 - Iñigo Méndez de Vigo, Spaans politicus
- 1957 - Alex Schillings, Nederlands muziekpedagoog, dirigent en trompettist
- 1957 - Henk Veldmate, Nederlands voetballer en voetbalbestuurder
- 1958 - Javier Aguirre, Mexicaans voetballer en voetbaltrainer
- 1958 - Luckas Vander Taelen, Belgisch zanger, reportagemaker en politicus
- 1959 - Alex McLeish, Schots voetballer en voetbaltrainer
- 1959 - Maarten Treurniet, Nederlands filmregisseur
- 1962 - Jakob Eklund, Zweeds acteur
- 1962 - Erik Peter Verlinde, Nederlands hoogleraar
- 1963 - Goedele Liekens, Belgisch tv-presentatrice
- 1963 - Hakeem Olajuwon, Nigeriaans-Amerikaans basketballer
- 1964 - Jellie Brouwer, Nederlands journaliste en presentatrice (overleden 2023)
- 1965 - Eric Stuurman, Nederlands paralympisch sporter
- 1966 - Harry Sinkgraven, Nederlands voetballer
- 1967 - Alfred Jermaniš, Sloveens voetballer
- 1967 - Artashes Minasian, Armeens schaker
- 1968 - Artoer Dmitrijev, Russisch kunstschaatser
- 1968 - Anja Hazekamp, Nederlands politica
- 1968 - Petra van de Sande, Nederlands paralympisch sportster
- 1969 - Halbe Zijlstra, Nederlands politicus en ondernemer
- 1970 - Alen Bokšić, Kroatisch voetballer
- 1971 - Troy Dayak, Amerikaans voetballer
- 1971 - Sergej Klevtsjenja, Russisch schaatser
- 1971 - Alan McManus, Schots snookerspeler
- 1971 - Massimo Meregalli, Italiaans motorcoureur
- 1971 - Tweet, Amerikaans zangeres
- 1972 - Davide Roda, Italiaans autocoureur
- 1973 - Rob Hayles, Brits wielrenner
- 1974 - Mălina Olinescu, Roemeens zangeres (overleden 2011)
- 1975 - Nicky Butt, Engels voetballer
- 1975 - Casey FitzRandolph, Amerikaans schaatser
- 1975 - Rónald Gómez, Costa Ricaans voetballer
- 1975 - Yuji Ide, Japans autocoureur
- 1975 - Willem Korsten, Nederlands voetballer
- 1976 - Raivis Belohvoščiks, Lets wielrenner
- 1976 - Emma Bunton, Brits zangeres
- 1976 - Patrick de Lange, Nederlands honkballer
- 1976 - Vivian Lataster, Nederlands actrice
- 1979 - Pieter Henket, Nederlands fotograaf
- 1979 - David Zabriskie, Amerikaans wielrenner
- 1980 - Marnix Engels, Nederlands atleet
- 1980 - Dave Kitson, Engels voetballer
- 1980 - Alexander Os, Noors biatleet
- 1980 - Xavier Pons, Spaans rallycoureur
- 1981 - Alvaro Quiros, Spaans golfer
- 1982 - Adriano Ferreira Martins, Braziliaans voetballer
- 1982 - Simon Rolfes, Duits voetballer
- 1983 - Alex Acker, Amerikaans basketballer
- 1983 - Bùi Thị Nhung, Vietnamees atlete
- 1983 - Jekaterina Chorosjich, Russisch atlete
- 1983 - Marieke van den Ham, Nederlands waterpoloër
- 1983 - Maryse Ouellet, Canadees model en professioneel worstelaar
- 1983 - Alvaro Quiros, Spaans golfer
- 1983 - Niels de Ruiter, Nederlands darter
- 1983 - Francesca Segat, Italiaans zwemster
- 1984 - Bram De Ly, Belgisch voetballer
- 1984 - Sativa Rose, Mexicaans pornoactrice
- 1985 - Adrian Lewis, Engels darter
- 1985 - Laura Tomlinson, Brits amazone
- 1986 - Alexandre Luiz Fernandes, Braziliaans voetballer
- 1986 - João Gomes Júnior, Braziliaans zwemmer
- 1986 - Sushant Singh Rajput, Indiaas acteur (overleden 2020)
- 1987 - Tariku Bekele, Ethiopisch atleet
- 1987 - Augustine Choge, Keniaans atleet
- 1987 - Henrico Drost, Nederlands voetballer
- 1987 - Jeroen Drost, Nederlands voetballer
- 1987 - Aida Hadžialić, Zweeds politica
- 1987 - Alexander Klöpping, Nederlands internetjournalist en -ondernemer
- 1987 - Nicaise Kudimbana, Congolees voetballer
- 1987 - Joe Ledley, Welsh voetballer
- 1988 - Ashton Eaton, Amerikaans atleet
- 1988 - Niki Østergaard, Deens wielrenner
- 1988 - Pieter Timmers, Belgisch zwemmer
- 1989 - Sergej Fesikov, Russisch zwemmer
- 1989 - Henrich Mchitarjan, Armeens voetballer
- 1989 - Matteo Pelucchi, Italiaans wielrenner
- 1989 - Dieter Wittesaele, Belgisch voetballer
- 1990 - Andrij Bohdanov, Oekraïens voetballer
- 1990 - André Martins, Portugees voetballer
- 1991 - Ana Gros, Sloveens handbalster
- 1991 - Jan Hirt, Tsjechisch wielrenner
- 1992 - Souleymane Baba Diomandé, Ivoriaans voetballer
- 1992 - Lasja Sjavdatoeasjvili, Georgisch judoka
- 1993 - Pieter Braun, Nederlands atleet
- 1993 - Michael Brouwer, Nederlands voetballer
- 1993 - Clément Mignon, Frans zwemmer
- 1994 - André Hazes jr., Nederlands zanger
- 1994 - Reinildo Mandava, Mozambikaans voetballer
- 1994 - Booboo Stewart, Amerikaans zanger, danser, model en acteur
- 1995 - Bonsa Dida, Ethiopisch atleet
- 1995 - Patrick Erras, Duits voetballer
- 1995 - Tim Hölscher, Duits voetballer
- 1995 - Joelia Stoepak, Russisch langlaufster
- 1996 - Marco Asensio, Spaans-Nederlands voetballer
- 1996 - Cristian Pavón, Argentijns voetballer
- 1996 - Florian Wilmsmann, Duits freestyleskiër
- 1997 - Clint Essers, Nederlands voetballer
- 1997 - Faris Hammouti, Marokkaans-Nederlands voetballer
- 1998 - Darryn Binder, Zuid-Afrikaans motorcoureur
- 1998 - Pervis Estupiñán, Venezolaans-Spaans voetballer
- 1998 - Mamadou Fofana, Malinees voetballer
- 1998 - Florian Janits, Oostenrijks autocoureur
- 1998 - Ragnar Oratmangoen, Nederlands voetballer
- 1998 - Borna Sosa, Kroatisch-Duits voetballer
- 1999 - Anwar Bensabouh, Nederlands-Marokkaans voetballer
- 1999 - Amar Ćatić, Bosnisch-Nederlands voetballer
- 1999 - Pontus Dahlberg, Zweeds voetballer
- 1999 - Michiel De Looze, Belgisch voetballer
- 1999 - Eva van Deursen, Nederlands voetbalster
- 1999 - Isabelle Dölle, Duits handbalster
- 1999 - Rein van Duivenboden, Nederlands zanger
- 1999 - Ljoebov Nikitina, Russisch freestyleskiester
- 2000 - Sarah van Aalen, Nederlands volleybalster
- 2001 - Griff, Engels zangeres
- 2002 - Michael Davis, Belgisch voetballer
- 2002 - Ken Nkuba, Belgisch-Congolees voetballer
- 2003 - Hannibal Mejbri, Tunesisch-Frans voetballer
- 2004 - Ingrid Alexandra van Noorwegen, Noors prinses
- 2007 - Luke Littler, Engels darter

## Overleden

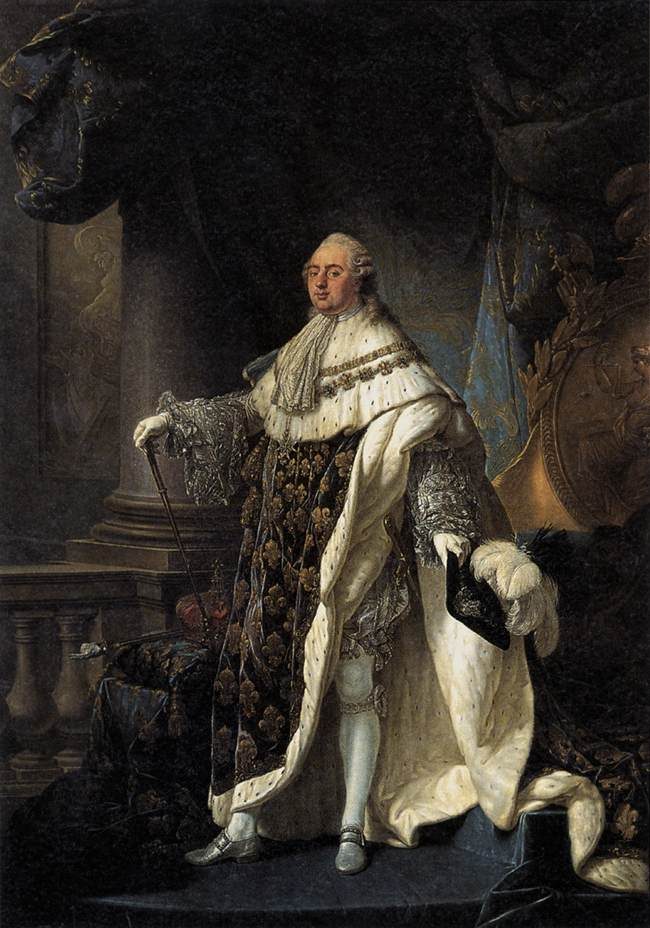
Lodewijk XVI van Frankrijk,
overleden in 1793

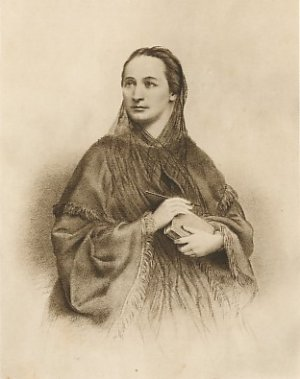
Božena Němcová,
overleden in 1862

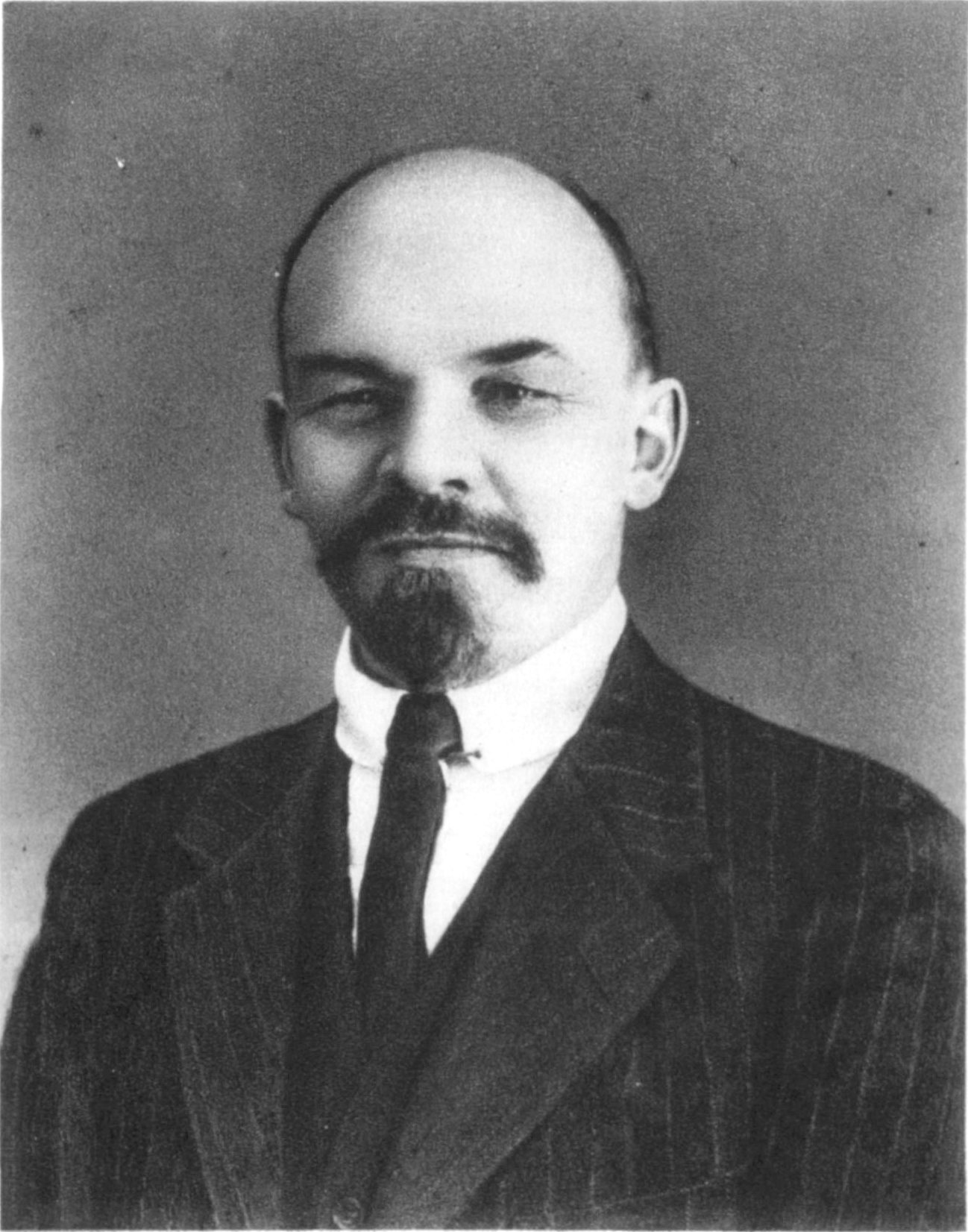
Vladimir Iljitsj Oeljanov,
overleden in 1924

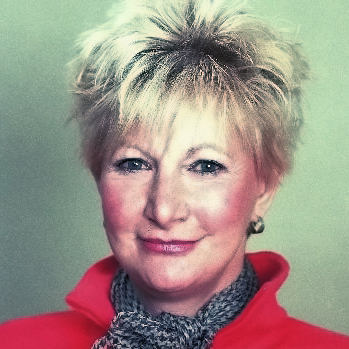
Adèle Bloemendaal,
overleden in 2017

- 946 - Edith van Wessex (c. 36), Koningin-gemaal van het Heilige Roomse Rijk
- 1404 - Anna van Nassau-Hadamar, Duits gravin
- 1527 - Juan de Grijalva (36), Spaans ontdekkingsreiziger
- 1746 - Nicolaas Verkolje (72), Nederlands kunstschilder
- 1788 - Jean-Pierre-Antoine Tassaert (58), Belgisch beeldhouwer
- 1793 - Lodewijk XVI van Frankrijk (38), koning van Frankrijk (1774-1792)
- 1815 - Matthias Claudius (74), Duits dichter en journalist
- 1827 - Adriaan van Bijnkershoek van Hoogstraten (49), Nederlands letterkundige, numismaticus en commissaris van Amsterdam
- 1831 - Achim von Arnim (49), Duits schrijver
- 1844 - Edouard Liefmans (61), Belgisch politicus
- 1849 - Arnold Jan Bernard van Suchtelen (78), Nederlands regent, burgemeester van Deventer en Tweede Kamerlid namens Overijssel
- 1851 - Albert Lortzing (49), Duits componist
- 1862 - Božena Němcová (41), Tsjechisch schrijfster en dichteres
- 1870 - Alexander Herzen (57), Russisch filosoof
- 1872 - Franz Grillparzer (81), Oostenrijks toneelschrijver
- 1874 - Anton Bergmann (38), Belgisch schrijver
- 1894 - Guillaume Lekeu (24), Belgisch componist
- 1907 - Louis Willems (84), Belgisch wetenschapper
- 1908 - Jaantje Struik (59), Nederlands oplichtster
- 1918 - Emil Jellinek (65), Oostenrijks-Hongaars consul
- 1922 - Emile De Beukelaer (56), Belgisch wielrenner
- 1924 - Vladimir Lenin (Vladimir Iljitsj Oeljanov) (53), Russisch revolutionair, eerste leider van de Sovjet-Unie
- 1926 - Camillo Golgi (82), Italiaans arts
- 1927 - Floris Verster (65), Nederlands kunstschilder
- 1931 - Robert LeGendre (33), Amerikaans atleet
- 1938 - Georges Méliès (76), Frans filmmaker
- 1950 - George Orwell (46), Brits schrijver
- 1955 - Archie Hahn (74), Amerikaans atleet
- 1959 - Cecil B. DeMille (77), Amerikaans filmregisseur
- 1965 - Arie Bieshaar (65), Nederlands voetballer
- 1965 - Gwynne Evans (84), Amerikaans waterpoloër
- 1971 - Teun Sprong (81), Nederlands atleet
- 1973 - Felix Meskens (66), Belgisch atleet
- 1974 - Jan Arends (48), Nederlands schrijver en dichter
- 1976 - Nico Jesse (65), Nederlands fotograaf
- 1981 - Cuth Harrison (74), Brits autocoureur
- 1984 - Jackie Wilson (49), Amerikaans zanger
- 1987 - Pieter G. Buckinx (83), Belgisch dichter en schrijver
- 1987 - Gustav Lotterer (80), Duits componist
- 1991 - Cor Aalten (77), Nederlands atlete
- 1994 - Frans Dictus (86), Belgisch wielrenner
- 1994 - Wayne Selser (73), Amerikaans autocoureur
- 1996 - Efua Sutherland (71), Ghanees toneelschrijfster
- 1997 - Dries van Kuijk (87), Nederlands muziekmanager
- 2005 - Kaljo Raid (83), Estisch-Canadees componist
- 2005 - Theun de Vries (97), Nederlands schrijver en dichter
- 2006 - Ibrahim Rugova (61), president van Kosovo
- 2007 - Peer Raben (66), Duits filmmuziekcomponist
- 2007 - Barbara Seranella (50), Amerikaans schrijfster
- 2008 - Rudy Polanen (64), Surinaams dominee en mensenrechtenactivist
- 2008 - Marie Smith Jones (89), laatste moedertaalspreker van het Eyak
- 2009 - Helmut Hirsch (101), Duits historicus
- 2009 - Jean Jadot (99), Belgisch curie-aartsbisschop
- 2009 - Peter Persidis (62), Oostenrijks voetballer
- 2010 - Jacques Martin (88), Frans striptekenaar
- 2011 - Dennis Oppenheim (72), Amerikaans kunstenaar
- 2011 - Charles Zwolsman (55), Nederlands drugsbaron
- 2012 - Koen Koch (66), Nederlands hoogleraar
- 2012 - Jeffrey Ntuka (26), Zuid-Afrikaans voetballer
- 2012 - Jeroen Soer (56), Nederlands radio-dj
- 2013 - Michael Winner (77), Brits filmregisseur en voedselcriticus
- 2014 - Tony Crook (93), Brits autocoureur
- 2014 - Mimi Peetermans (84), Belgisch presentatrice
- 2014 - Georgi Slavkov (55), Bulgaars voetballer
- 2015 - Leon Brittan (75), Brits politicus
- 2015 - Kemal Monteno (66), Bosnisch zanger en tekstschrijver
- 2016 - Willem Dolphyn (80), Belgisch kunstschilder
- 2016 - Rika Jansen (91), Nederlands zangeres
- 2016 - Bill Johnson (55), Amerikaans alpineskiër
- 2016 - Robert Sassone (37), Frans wielrenner
- 2017 - Marc Baecke (60), Belgisch voetballer
- 2017 - Giacomo Becattini (90), Italiaans econoom
- 2017 - Adèle Bloemendaal (84), Nederlands zangeres, actrice en comédienne
- 2017 - Veljo Tormis (86), Ests componist
- 2017 - Wim Wesselink (92), Nederlands politicus
- 2018 - Connie Sawyer (105), Amerikaans actrice
- 2019 - Emiliano Sala (28), Argentijns voetballer
- 2020 - Terry Jones (77), Brits komiek, schrijver en regisseur
- 2021 - Willem Balke (87), Nederlands theoloog
- 2021 - Nathalie Delon (79), Frans actrice en regisseuse
- 2021 - Jean Graton (97), Frans striptekenaar
- 2021 - Pierre Nimax sr. (89), Luxemburgs dirigent, pianist en componist
- 2021 - Johan Verschuuren (85), Nederlands weerman
- 2022 - Jacques Boël (92), Belgisch industrieel
- 2022 - Rex Cawley (81), Amerikaans atleet
- 2022 - Zhang Jie (84), Chinees schrijfster
- 2022 - Marcel Mauron (92), Zwitsers voetballer
- 2022 - Jef Van Gool (86), Belgisch voetballer
- 2022 - Theo van de Vathorst (88), Nederlands beeldhouwer
- 2023 - Ritt Bjerregaard (81), Deens politica
- 2023 - B.G. the Prince of Rap (Bernard Greene) (57), Amerikaans-Duits rapper
- 2024 - Jesús Reyes Heroles González Garza (71), Mexicaans econoom, zakenman en politicus
- 2025 - Jo Baer (95), Amerikaans kunstenares
- 2025 - Mauricio Funes (65), Salvadoraans politicus; president (2009-2014)
- 2025 - Garth Hudson (87), Canadees musicus
- 2025 - Elliot Ingber (81), Amerikaans gitarist
- 2025 - Keiichi Suzuki (82), Japans langebaanschaatser

## Viering/herdenking
- Knuffeldag
- Vlagdag (Quebec)
- Rooms-katholieke kalender:

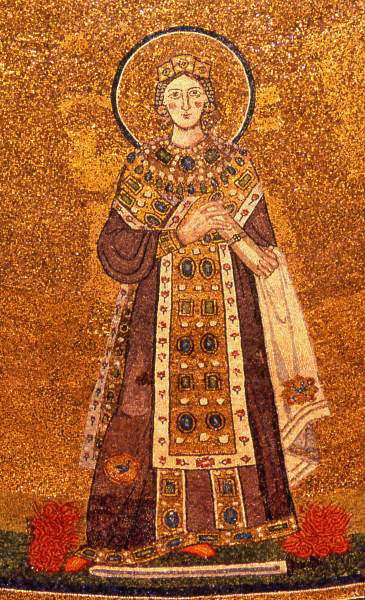
H. Agnes van Rome

  - Heilige Agnes (van Rome) (omstr. † 304) - Gedachtenis
  - Heilige Meinrad (van Einsiedeln) († 861)
  - Heilige Maccallin(us) (van Waulsort) († 978)
  - Heilige Publius van Malta († 125)
  - Heilige Fructuosus (van Tarragona) († 259)
  - Heilige Kadoc (Cadoc, Cadog) (van Llancarfan; van Cambuslang) († c. 580)

## Weerextremen

### Nederland
| | Officiële records | Officiële records | Officiële records |      | Landelijke records  | Landelijke records | Landelijke records                                                                  |
| Gebeurtenis | Jaar              | Extreem           | Locatie           | Jaar | Extreem             | Locatie            |                                                                                     |
| --- | ----------------- | ----------------- | ----------------- | ---- | ------------------- | ------------------ | ----------------------------------------------------------------------------------- |
| Laagste etmaalgemiddelde temperatuur (°C) | 1942              | −14,0             | De Bilt           |      | 1942                | −14,4              | Eelde                                                                               |
| Hoogste etmaalgemiddelde temperatuur (°C) | 2002              | 10,2              | De Bilt           |      | 1993 2002           | 10,7               | Arcen Heino, Westdorpe                                                              |
| Laagste minimumtemperatuur (°C) | 1942              | −16,5             | De Bilt           |      | 1942                | −18,2              | Maastricht                                                                          |
| Hoogste minimumtemperatuur (°C) | 1962              | 8,8               | De Bilt           |      | 2008                | 9,0                | Westdorpe                                                                           |
| Laagste maximumtemperatuur (°C) | 1942              | −10,4             | De Bilt           |      | 1942                | −11,5              | Eelde                                                                               |
| Hoogste maximumtemperatuur (°C) | 1993              | 12,3              | De Bilt           |      | 1943                | 13,4               | Maastricht                                                                          |
| Hoogste uurgemiddelde windsnelheid (m/s) | 1920              | 15,9              | De Bilt           |      | 1993                | 22,1               | Huibertgat                                                                          |
| Hoogste windstoot (m/s) | 1956              | 29,8              | De Bilt           |      | 2021                | 35,0               | IJmuiden                                                                            |
| Langste zonneschijnduur (uur) | 1963              | 7,7               | De Bilt           |      | 1963 1992 2019 2020 | 7,7                | De Bilt Arcen Eindhoven, Ell, Gilze-Rijen, Herwijnen, Maastricht, Volkel Maastricht |
| Langste neerslagduur (uur) | 1940              | 13,7              | De Bilt           |      | 2013                | 20,2               | Hoorn Terschelling                                                                  |
| Hoogste etmaalsom van de neerslag (mm) | 1961              | 14,3              | De Bilt           |      | 2008                | 36,7               | Eelde                                                                               |
| Laagste etmaalgemiddelde relatieve vochtigheid (%) | 1917, 1950        | 65                | De Bilt           |      | 1969                | 58                 | Maastricht                                                                          |
| Laagste uurwaarde luchtdruk op zeeniveau (hPa) | 1915              | 978,2             | De Bilt           |      | 2021                | 976,8              | Vlieland                                                                            |
| Hoogste uurwaarde luchtdruk op zeeniveau (hPa) | 2020              | 1044,3            | De Bilt           |      | 2020                | 1045,0             | Eindhoven, Volkel                                                                   |
| Officiële records worden altijd gemeten op het KNMI-weerstation in De Bilt. Landelijke records kunnen worden gemeten op elk officieel KNMI-weerstation in Nederland. |                   |                   |                   |      |                     |                    |                                                                                     |

Uitzonderlijke gebeurtenissen
- 2019 - Officieel laagste minimumtemperatuur in °C van het jaar gemeten in De Bilt: −8,1
- 2023 - Officieel laagste etmaalgemiddelde temperatuur in °C van het jaar gemeten in De Bilt: −1,4 (voorlopig)
- 2023 - Officieel laagste etmaalgemiddelde temperatuur in °C van januari dit jaar gemeten in De Bilt: −1,4
- 2023 - Landelijk laagste etmaalgemiddelde temperatuur in °C van januari dit jaar gemeten in Maastricht: −2,2
- 2023 - Officieel laagste minimumtemperatuur in °C van januari dit jaar gemeten in De Bilt: −3,9
- 2023 - Landelijk laagste minimumtemperatuur in °C van januari dit jaar gemeten in Maastricht: −6,7
- 2023 - Officieel laagste maximumtemperatuur in °C van het jaar gemeten in De Bilt: 0,1 (voorlopig)
- 2023 - Officieel laagste maximumtemperatuur in °C van januari dit jaar gemeten in De Bilt: 0,1

### België
Dagrecords
- 1942 - Laagste etmaalgemiddelde temperatuur −12,8 °C
- 1899 - Hoogste etmaalgemiddelde temperatuur 10,9 °C
- 1942 - Laagste minimumtemperatuur −16,7 °C
- 1899 - Hoogste maximumtemperatuur 12,7 °C
- 1915 - Hoogste etmaalsom van de neerslag 15,2 mm

Uitzonderlijke gebeurtenissen
- 2008 - Een tornado veroorzaakt schade aan meerdere daken in Grote-Brogel (Peer).
- 2013 - In Oedelem (Beernem) ligt 18 cm sneeuw.

<< · 1 · 2 · 3 · 4 · 5 · 6 · 7 · 8 · 9 · 10 · 11 · 12 · 13 · 14 · 15 · 16 · 17 · 18 · 19 · 20 · 21 · 22 · 23 · 24 · 25 · 26 · 27 · 28 · 29 · 30 · 31 · >>